# Caruaru
Caruaru és un municipi brasiler de l'estat de Pernambuco. Està localitzat en la regió de l'Agreste pernambucano. A causa de la seva importància regional, també és conegut com a Capital do Agreste. D'acord amb el cens realitzat per l'IBGE (Institut Brasiler de Geografia i Estadística) l'any de 2007, la seva població és de 289.086 habitants. Àrea territorial de 928 km².
La principal activitat econòmica és el comerç i els serveis, responsables pel 76,9% del PIB de la ciutat. La indústria és responsable pel 15,3% del PIB, i l'agricultura i ramaderia pel 7,8%. La ciutat compta amb dos moderns shopping centers.